# بويسدينهيم
بويسدينهيم (بالفرنسية: Boisdinghem)‏ هي بلدية تقع في إقليم باد كاليه من منطقة نور با دو كاليه في شمال فرنسا. تبلغ مساحة هذه المدينة 3.13 (كم²)، وترتفع عن سطح البحر 166 م، يبلغ عدد سكانها 226 نسمة حسب إحصاء المعهد الوطني للإحصاء والدراسات الاقتصادية سنة 2009 م. وترأس Michel Lheureux البلدية خلال فترة (2008-2014).